# Товарно-Вантажний провулок (Житомир)
Товарно-Вантажний провулок — провулок в Богунському районі Житомира.

## Характеристики
Розташований в привокзальній частині міста. Починається від проспекту Незалежності. Прямує на північний схід. Завершується глухим кутом біля залізниці.

## Історичні відомості
Провулок являє собою залишок старої дороги на Радомишль через Гадзинку, що втратила свою роль внаслідок будівництва у середині ХІХ століття нового прямого шосе на Київ. Забудова провулка почала формуватися на початку ХХ століття та сформувалася у другій половині ХХ століття. У 1941 — 1956 рр. провулком здійснювався трамвайний вантажний рух.